# Fracastorius (cràter)

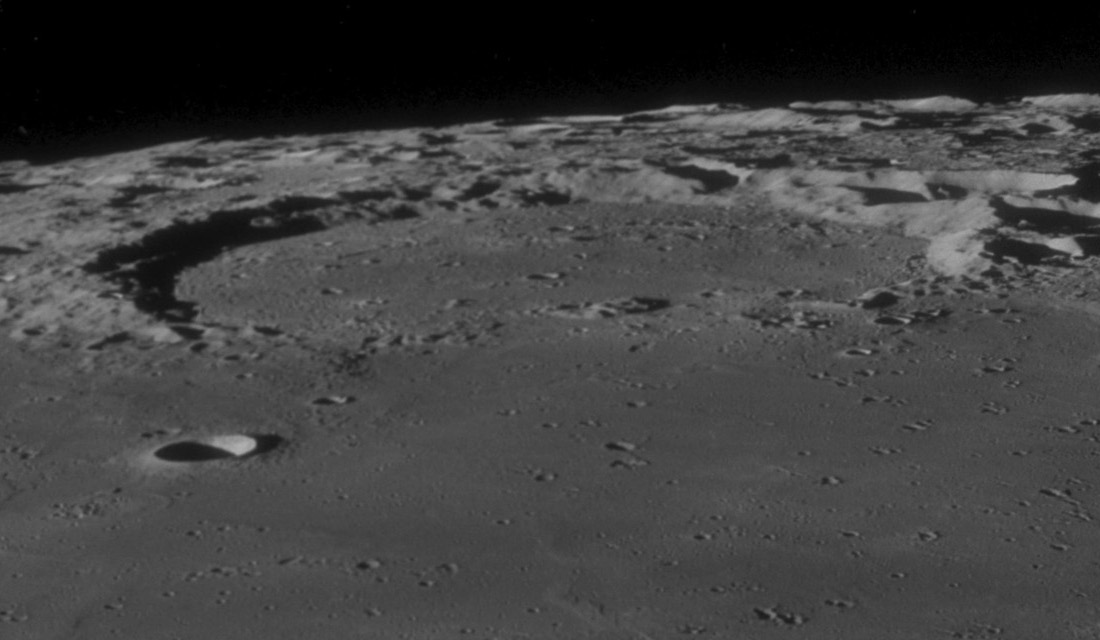
Vista obliqua des del sud de l'Apol·lo 11. El cràter petit al fons a l'esquerra és Rosse.

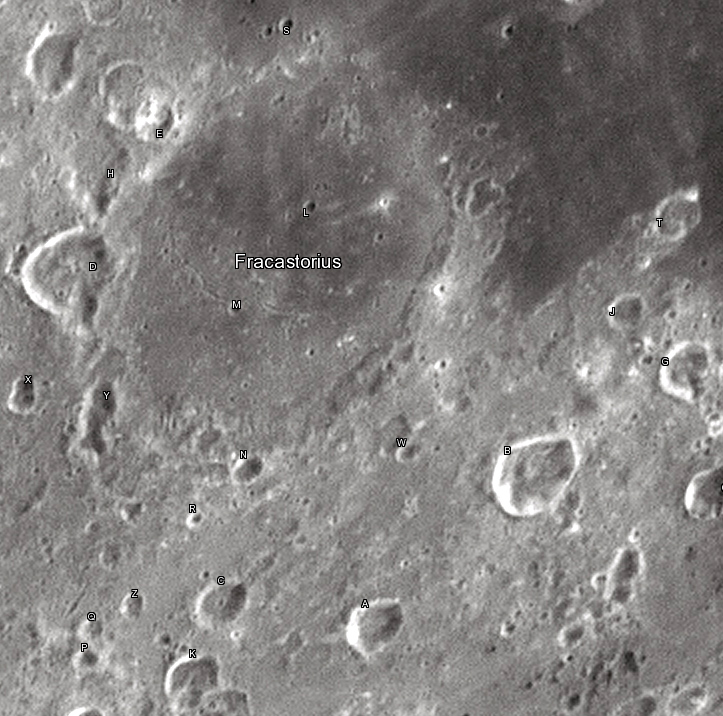
Vista obliqua de Fracastorius

Fracastorius és el romanent inundat de lava d'un antic cràter d'impacte lunar situat en l'extrem sud de la Mare Nectaris. Al nord-oest d'aquesta formació es troba el cràter Beaumont, mentre que cap al nord-est apareix Rosse.

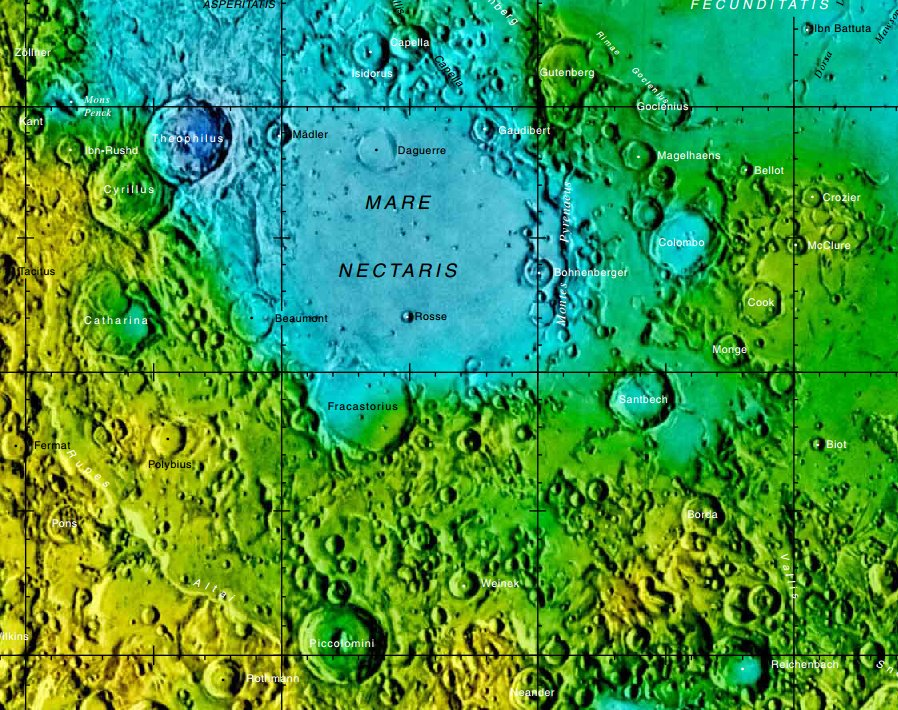
Localització de Fracastorius. Fotografia de la missió Lunar Reconnaissance Orbiter

La paret nord del cràter ha desaparegut, amb solo alguns monticles que sobresurten del mar lunar per marcar el contorn. La lava que va formar la Mare Nectaris també va envair aquest cràter, per la qual cosa l'estructura forma ara una extensió similar a una badia. La resta del brocal està molt desgastat i cobert per cràters d'impacte menors, deixant molt poc de la vora original intacta. L'elevació màxima de la vora és de 2,4 km. El més destacat dels seus cràters satèl·lit és Fractastorius D, que se superposa a una porció occidental del contorn.
Fracastorius no presenta un pic central, però una rima llarga i prima travessa el centre de la plataforma amb rumb est-oest.
El cràter commemora a l'acadèmic, astrònom i poeta italià Girolamo Fracastoro, "Fracastorius" (1478-1553).

## Cràters satèl·lit
Per convenció aquests elements són identificats en els mapes lunars posant la lletra en el costat del punt central del cràter que està més prop de Fracastorius.
|              | \| Fracastorius \| Coordenades \| Diàmetre \| \| ------------ \| ------------------------------------ \| -------- \| \| A \| 24° 24′ S, 36° 30′ E / 24.4°S,36.5°E \| 18 km \| \| B \| 22° 30′ S, 37° 12′ E / 22.5°S,37.2°E \| 27 km \| \| C \| 24° 36′ S, 34° 36′ E / 24.6°S,34.6°E \| 16 km \| \| D \| 21° 48′ S, 30° 54′ E / 21.8°S,30.9°E \| 28 km \| \| E \| 20° 12′ S, 31° 00′ E / 20.2°S,31.0°E \| 13 km \| \| G \| 21° 12′ S, 38° 18′ E / 21.2°S,38.3°E \| 16 km \| \| H \| 20° 42′ S, 30° 36′ E / 20.7°S,30.6°E \| 21 km \| \| J \| 20° 48′ S, 37° 24′ E / 20.8°S,37.4°E \| 12 km \| \| K \| 25° 24′ S, 34° 42′ E / 25.4°S,34.7°E \| 17 km \| \| L \| 20° 36′ S, 33° 12′ E / 20.6°S,33.2°E \| 5 km \| \| M \| 21° 42′ S, 32° 54′ E / 21.7°S,32.9°E \| 4 km \| \| N \| 23° 12′ S, 34° 00′ E / 23.2°S,34.0°E \| 10 km \| \| P \| 25° 30′ S, 33° 18′ E / 25.5°S,33.3°E \| 8 km \| \| Q \| 25° 06′ S, 33° 12′ E / 25.1°S,33.2°E \| 8 km \| \| R \| 23° 48′ S, 33° 42′ E / 23.8°S,33.7°E \| 5 km \| \| S \| 19° 00′ S, 31° 54′ E / 19.0°S,31.9°E \| 5 km \| \| T \| 19° 48′ S, 37° 24′ E / 19.8°S,37.4°E \| 14 km \| \| W \| 22° 36′ S, 35° 42′ E / 22.6°S,35.7°E \| 7 km \| \| X \| 23° 00′ S, 31° 06′ E / 23.0°S,31.1°E \| 7 km \| \| Y \| 23° 00′ S, 32° 00′ E / 23.0°S,32.0°E \| 12 km \| \| Z \| 24° 48′ S, 33° 36′ E / 24.8°S,33.6°E \| 9 km \| |          |
| Fracastorius | Coordenades | Diàmetre |
| A            | 24° 24′ S, 36° 30′ E / 24.4°S,36.5°E | 18 km    |
| B            | 22° 30′ S, 37° 12′ E / 22.5°S,37.2°E | 27 km    |
| C            | 24° 36′ S, 34° 36′ E / 24.6°S,34.6°E | 16 km    |
| D            | 21° 48′ S, 30° 54′ E / 21.8°S,30.9°E | 28 km    |
| E            | 20° 12′ S, 31° 00′ E / 20.2°S,31.0°E | 13 km    |
| G            | 21° 12′ S, 38° 18′ E / 21.2°S,38.3°E | 16 km    |
| H            | 20° 42′ S, 30° 36′ E / 20.7°S,30.6°E | 21 km    |
| J            | 20° 48′ S, 37° 24′ E / 20.8°S,37.4°E | 12 km    |
| K            | 25° 24′ S, 34° 42′ E / 25.4°S,34.7°E | 17 km    |
| L            | 20° 36′ S, 33° 12′ E / 20.6°S,33.2°E | 5 km     |
| M            | 21° 42′ S, 32° 54′ E / 21.7°S,32.9°E | 4 km     |
| N            | 23° 12′ S, 34° 00′ E / 23.2°S,34.0°E | 10 km    |
| P            | 25° 30′ S, 33° 18′ E / 25.5°S,33.3°E | 8 km     |
| Q            | 25° 06′ S, 33° 12′ E / 25.1°S,33.2°E | 8 km     |
| R            | 23° 48′ S, 33° 42′ E / 23.8°S,33.7°E | 5 km     |
| S            | 19° 00′ S, 31° 54′ E / 19.0°S,31.9°E | 5 km     |
| T            | 19° 48′ S, 37° 24′ E / 19.8°S,37.4°E | 14 km    |
| W            | 22° 36′ S, 35° 42′ E / 22.6°S,35.7°E | 7 km     |
| X            | 23° 00′ S, 31° 06′ E / 23.0°S,31.1°E | 7 km     |
| Y            | 23° 00′ S, 32° 00′ E / 23.0°S,32.0°E | 12 km    |
| Z            | 24° 48′ S, 33° 36′ E / 24.8°S,33.6°E | 9 km     |